# Pan de Laja
El pan de Laja es un tipo de pan tradicional en Bolivia. Se prepara con  harina de trigo, y su consumo es muy extendido en los departamentos de La Paz, Oruro, Potosí, Cochabamba y Santa Cruz . Con mayor popularidad en la provincia de Laja de donde proviene su nombre. Su origen se remonta a inicios del siglo XIX. Es elaborado de forma tradicional y artesanal y cocido en hornos de piedra. Fue declarado como Patrimonio cultural de La Paz.